# Nemania bipapillata
Nemania bipapillata är en svampart som först beskrevs av Berk. & M.A. Curtis, och fick sitt nu gällande namn av Zdeněk Pouzar 1985. Nemania bipapillata ingår i släktet Nemania och familjen kolkärnsvampar.   Inga underarter finns listade i Catalogue of Life.